# Pouilloux
Pouilloux település Franciaországban, Saône-et-Loire megyében. Lakosainak száma 955 fő (2022. január 1.). Pouilloux Saint-Vallier, Ciry-le-Noble, Le Rousset-Marizy, Martigny-le-Comte és Saint-Romain-sous-Gourdon községekkel határos.

## Népesség
A település népességének változása:
| Lakosok száma | 1005 | 1013 | 1024 | 992  | 982  | 974  | 969  | 961  | 955  |
|               | 2013 | 2015 | 2016 | 2017 | 2018 | 2019 | 2020 | 2021 | 2022 |